# Черноплесы
Черноплесы (укр. Чорнопле́си) — село в Любомльской городской общине Ковельского района Волынской области Украины.
До 2020 года входило в Любомльский район.
Код КОАТУУ — 0723384003. Население по переписи 2001 года составляет 228 человек. Почтовый индекс — 44341. Телефонный код — 3377. Занимает площадь 1,03 км².